# En flicka en gitarr en trumpet
En flicka en gitarr en trumpet (originaltitel: Kærlighedens melodi) är en dansk film från 1959 med Louis Armstrong.

## Handling
Andreas, som är domare, är en musikalisk man med förkärlek för Mozart och arrangerar ofta klassiska musikaftnar. Hans granne Janus, som är vinhandlare, gillar inte Andreas musiksmak. Det blir inte bättre av att Janus åtalas för falsk marknadsföring. Av en tillfällighet träffas Andreas dotter och Janus son på den lokala puben och blir till sina föräldrars förskräckelse förälskade.

## Om filmen
Filmen hade världspremiär i Danmark den 3 augusti 1959 och svensk premiär den 31 augusti samma år.

## Rollista (urval)
- Nina van Pallandt - Susanne 'Susy' Friis
- Frederik van Pallandt - Peter Schmidt
- Preben Mahrt - Andreas K.K. Friis
- Else-Marie Hansen - Elisabeth Smith
- Louis Armstrong - musiker med orkester
- Olaf Ussing - fransk ambassadör
- Svend Bille - filmproducent